# Psicopátria
Psicopátria es el cuarto álbum de estudio del grupo portugués de pop rock GNR. Salió a la venta en septiembre de 1986. El LP consiste en 11 canciones originales, de los cuales uno de ellos es un instrumental.

## Lista de canciones
| Psicopátria |                          |                                                                    |          |  |
| N.º         | Título                   | Escritor(es)                                                       | Duración |  |
| 1.          | «Pós modernos»           | Tóli César Machado · Rui Reininho · Jorge Romao · Alexandre Soares | 4:34     |  |
| 2.          | «Bellevue»               | Machado · Romao                                                    | 4:16     |  |
| 3.          | «O paciente»             | Machado · Romao                                                    | 3:50     |  |
| 4.          | «Dá fundo»               | Machado · Romao                                                    | 3:03     |  |
| 5.          | «Cerimónias»             | Machado · Romao                                                    | 4:11     |  |
| 6.          | «Coimbra B» (*)          | Machado                                                            | 2:10     |  |
| 7.          | «Efectivamente»          | Machado · Romao                                                    | 3:18     |  |
| 8.          | «Ao soldado desconfiado» | Machado · Romao                                                    | 3:46     |  |
| 9.          | «Nova gente»             | Machado · Romao                                                    | 3:44     |  |
| 10.         | «Choque frontal»         | Machado · Reininho · Romao · Soares                                | 4:33     |  |
| 11.         | «To miss»                | Machado · Reininho · Romao · Soares                                | 4:02     |  |
| 41:28       |                          |                                                                    |          |  |

- (*) - Tema instrumental